# Episodi de Il nostro amico Kalle (seconda stagione)
| nº    | Titolo originale    | Titolo italiano               | Prima TV Germania | Prima TV Italia |
| ----- | ------------------- | ----------------------------- | ----------------- | --------------- |
| 1-13  | So ein Zirkus       | Ma che circo!                 | 13 ottobre 2007   |                 |
| 2-14  | Falscher Fuffziger  | Imbroglione patentato         | 20 ottobre 2007   |                 |
| 3-15  | Unfallgefahr        | Pericolo d'incidente          | 27 ottobre 2007   |                 |
| 4-16  | Das Versprechen     | La promessa                   | 3 novembre 2007   |                 |
| 5-17  | Die Schreckschraube | La strega                     | 10 novembre 2007  |                 |
| 6-18  | Der Querulant       | Il rompiscatole               | 24 novembre 2007  |                 |
| 7-19  | Kein leichter Fang  | Una cattura per niente facile | 1º dicembre 2007  |                 |
| 8-20  | Trickbetrüger       | L'impostore                   | 8 dicembre 2007   |                 |
| 9-21  | Fair Play           | Un gioco leale                | 15 dicembre 2007  |                 |
| 10-22 | Landpartie          | L'appezzamento                | 22 dicembre 2007  |                 |
| 11-23 | Teurer Fund         | Un prezioso ritrovamento      | 5 gennaio 2008    |                 |
| 12-24 | Pferdediebe         | Ladri di cavalli              | 12 gennaio 2008   |                 |
| 13-25 | Werbestar Kalle     | Kalle superstar               | 19 gennaio 2008   |                 |